# مونتي رايموند
مونتي رايموند هو واثب حواجز ‏ كندي، ولد في 18 نوفمبر 1973.

## وصلات خارجية
- مونتي رايموند على موقع الاتحاد الدولي لألعاب القوى (الإنجليزية)
- مونتي رايموند على موقع الاتحاد الكندي لألعاب القوى (الإنجليزية)
- مونتي رايموند على موقع اتحاد ألعاب الكومنولث (مؤرشف) (الإنجليزية)